# Casa Museo de Niyazi
La casa museo de Niyazi (en azerí: Niyazinin ev-muzeyi) es un museo conmemorativo dedicado al director de orquesta y compositor Niyazi, Artista del pueblo de la URSS. Está localizado en la capital de Azerbaiyán, Bakú, y es la rama del Museo Estatal de Cultura Musical de Azerbaiyán.

## Historia
Niyazi vivió en este apartamento desde 1958 hasta el fin de su vida. La casa museo de Niyazi fue establecida por el orden del Ministerio de cultura el 28 de diciembre de 1990. El museo fue inaugurado el 18 de septiembre de 1994. El director del museo es Rza Bayramov.
En la casa museo de Niyazi se organizan regularmente  varios eventos - noches memorables, conferencias y conciertos.

## Exposición
La casa consta de cinco habitaciones: tres de ellas son las habitaciones conmemorativas. Estas habitaciones se conservan tal como fueron dejadas. Las otras dos habitaciones son utilizadas para la exposición de fotografías, notas, pósteres, que reflejan la vida, la creatividad y la actividad pública del compositor, y la sala de estar. En el museo actualmente están expuestos 120 manuscritos de nota del compositor, 2746 fotos, 486 libros en la biblioteca personal de Niyazi y 279 discos de vinilo.

## Galería

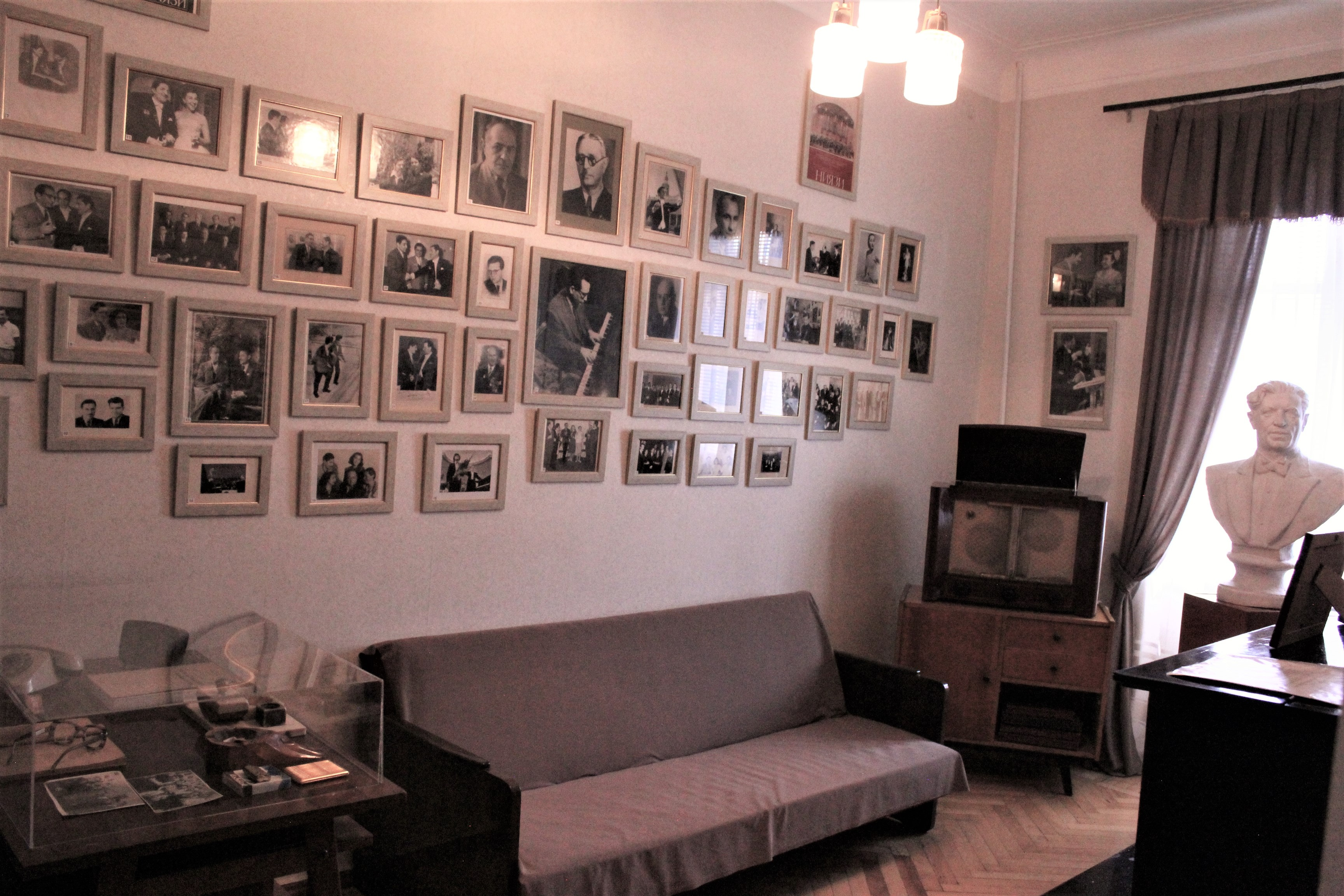
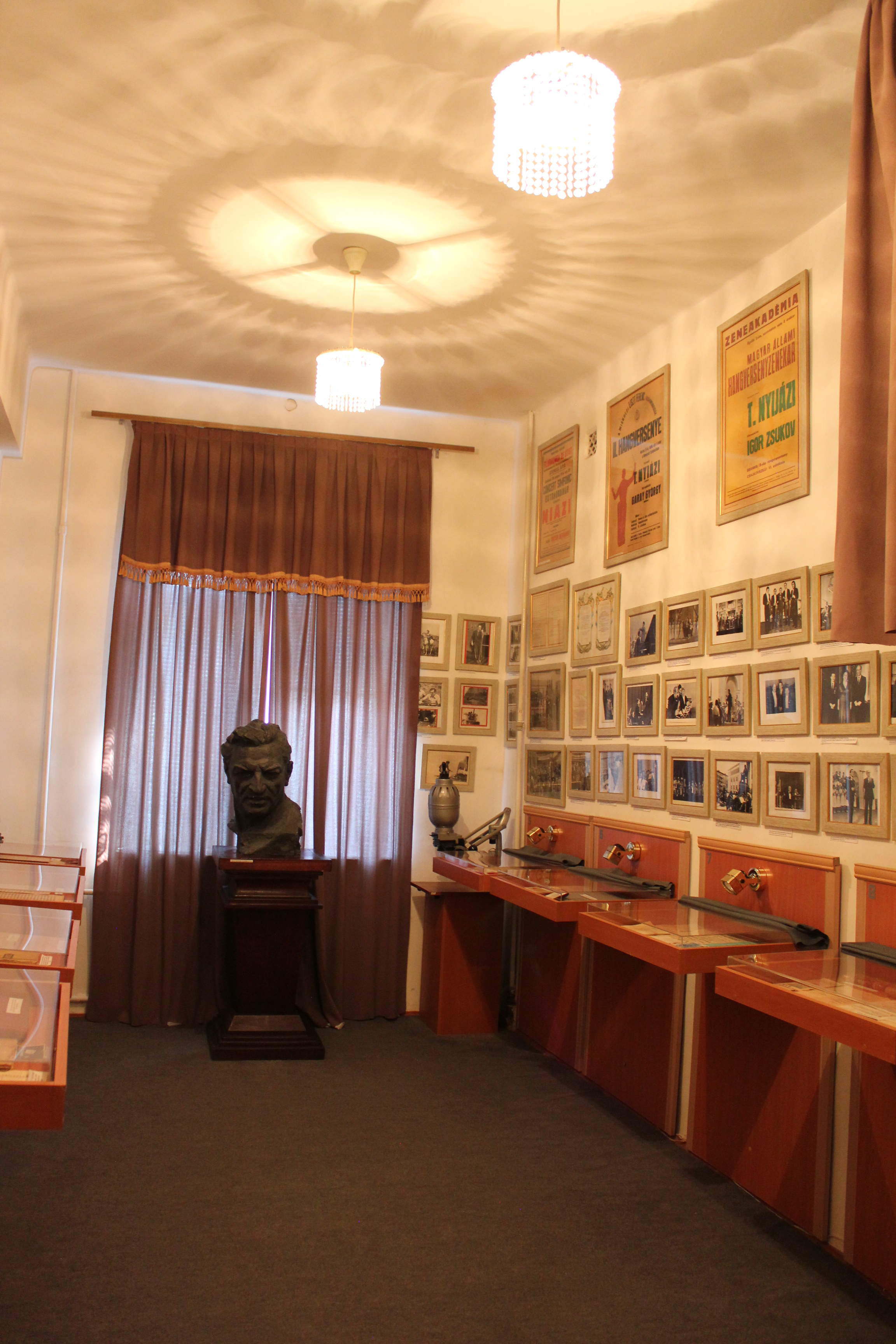
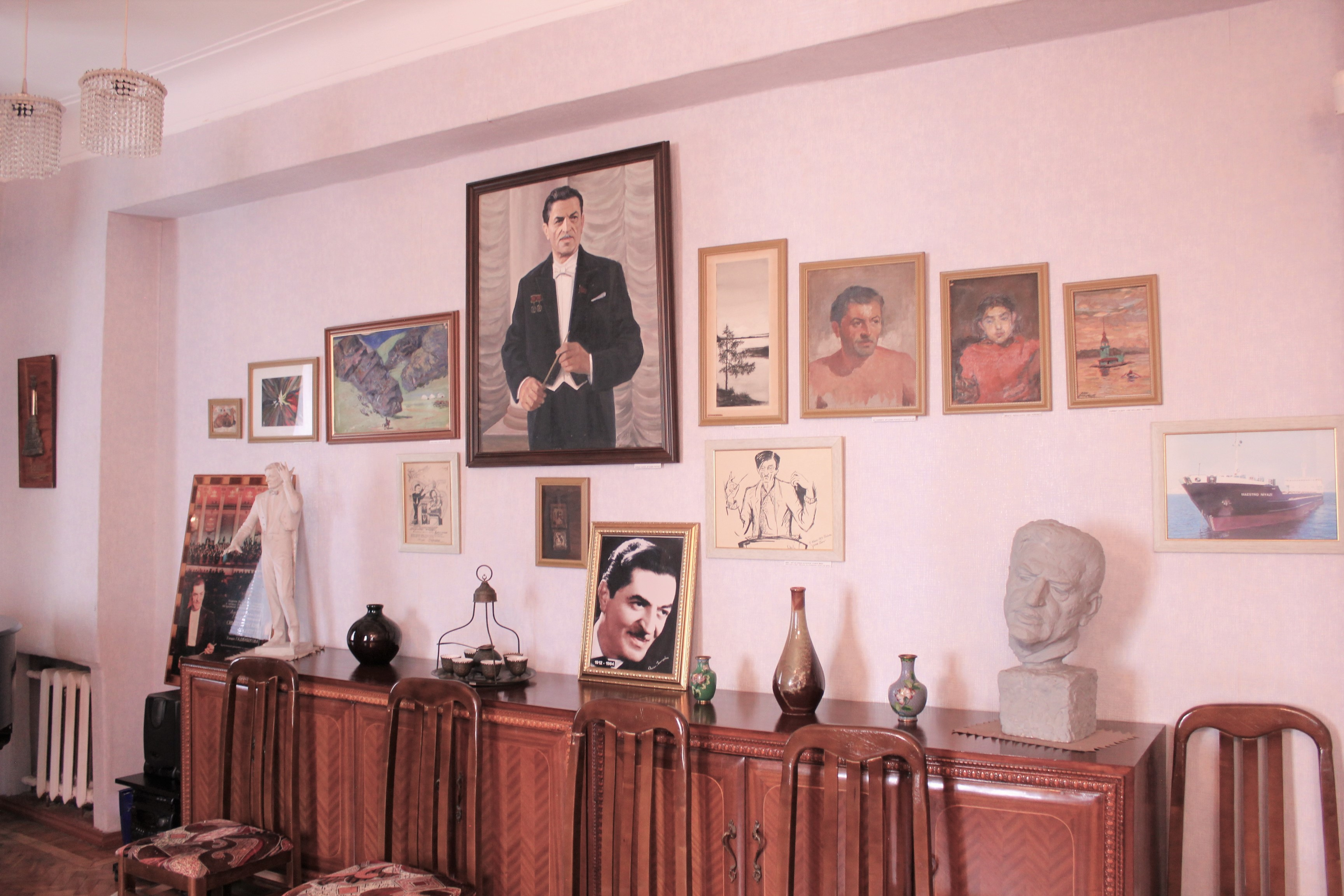
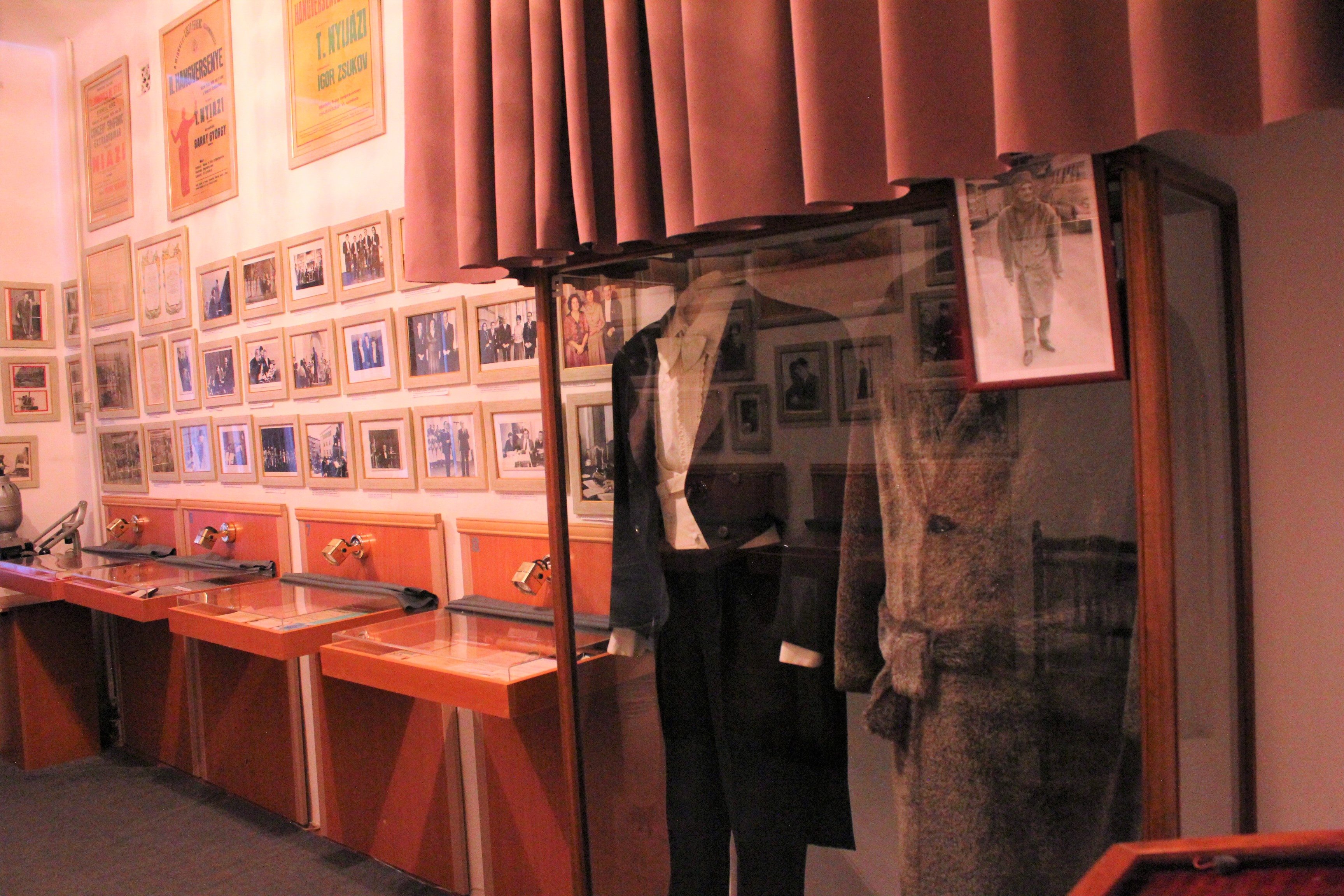
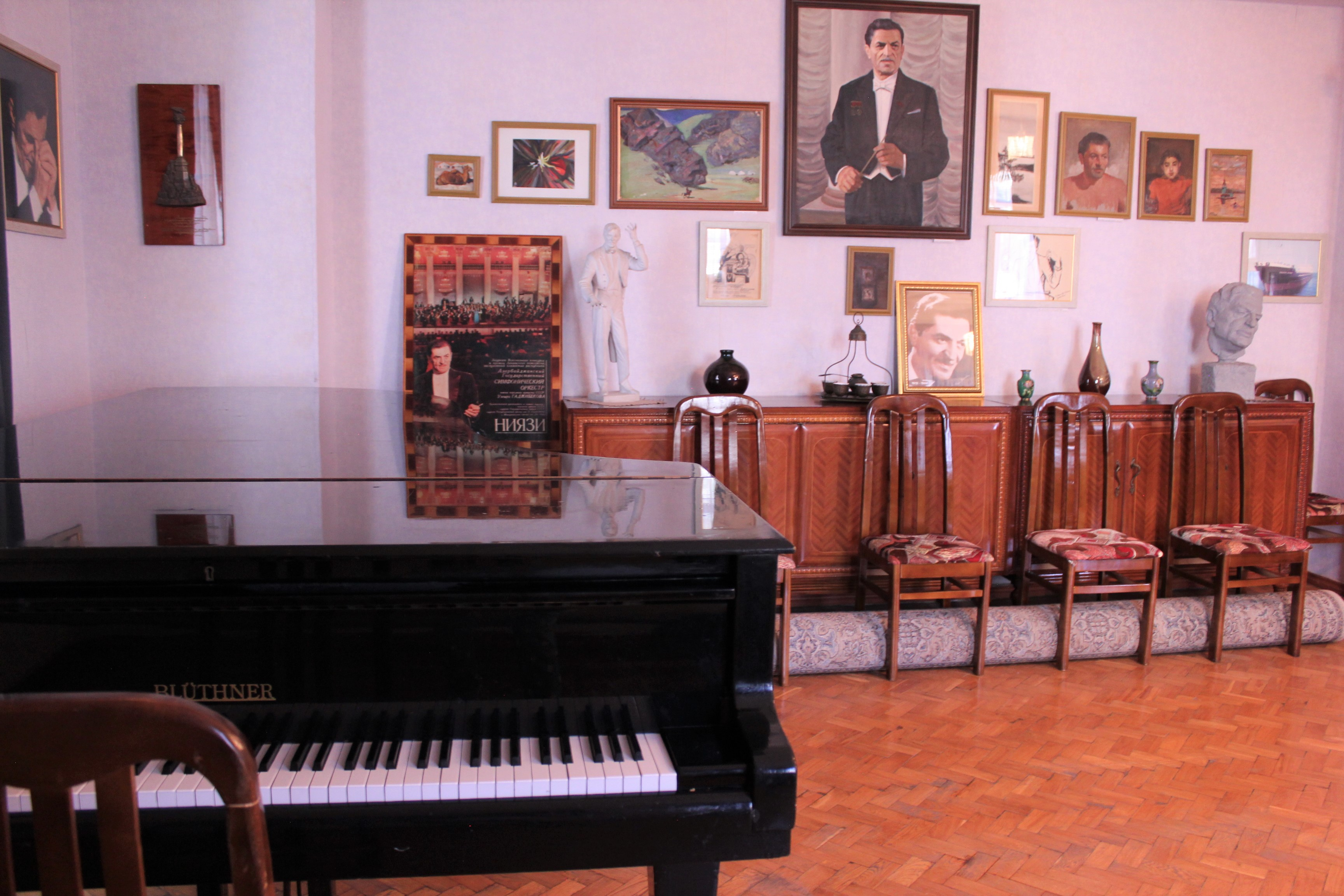